# سلسلة جبلية

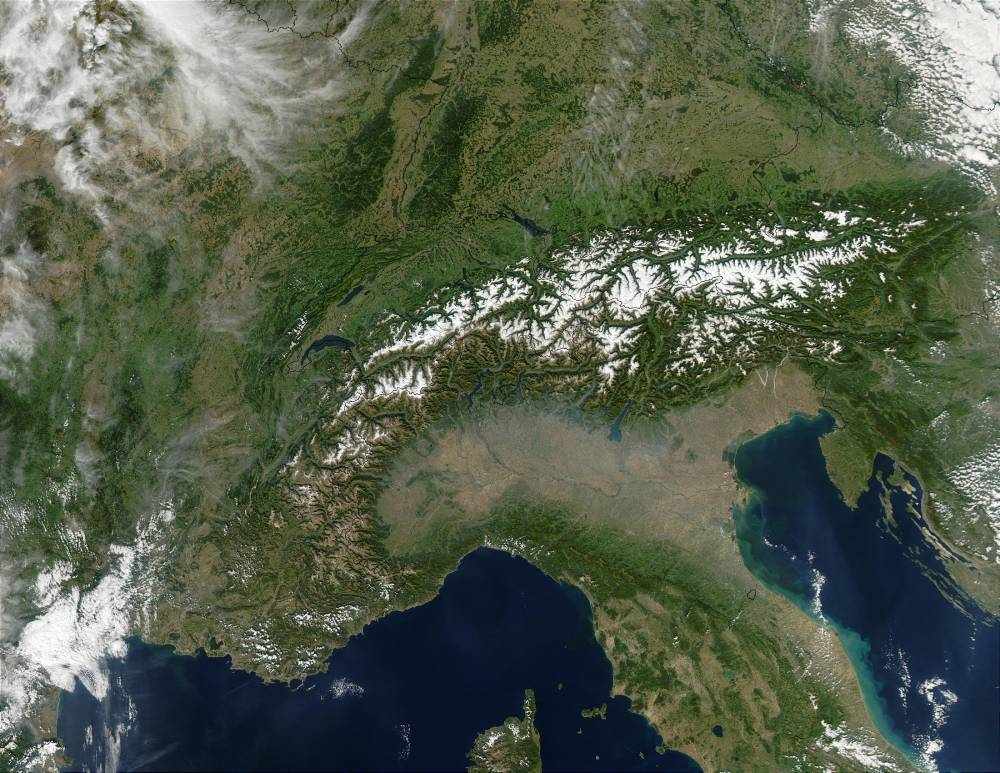
سلسلة جبال الألب في أوروبا

الجبال هي سلسلة متتالية من الارتفاعات تفتقر إلى التجانس، بحيث تكون ارتفاعات القمم شديدة التباين(مثل 1000 متر، 2500 متر أو 700 متر...)، وهي مجموعة من الجبال تحدها السهول أو يفصلها عن غيرها ممرات أو أنهار ولكن الأودية تكون متعمقة، والسفوح شديدة التجزئة وقوية الانحدار.
وتتميز الجبال بعدة أشكال بالنسبة للقمم:
- قمة عبارة عن نقطة
- قمة عبارة عن خط أو عرف
- قمة عبارة عن مستوى.

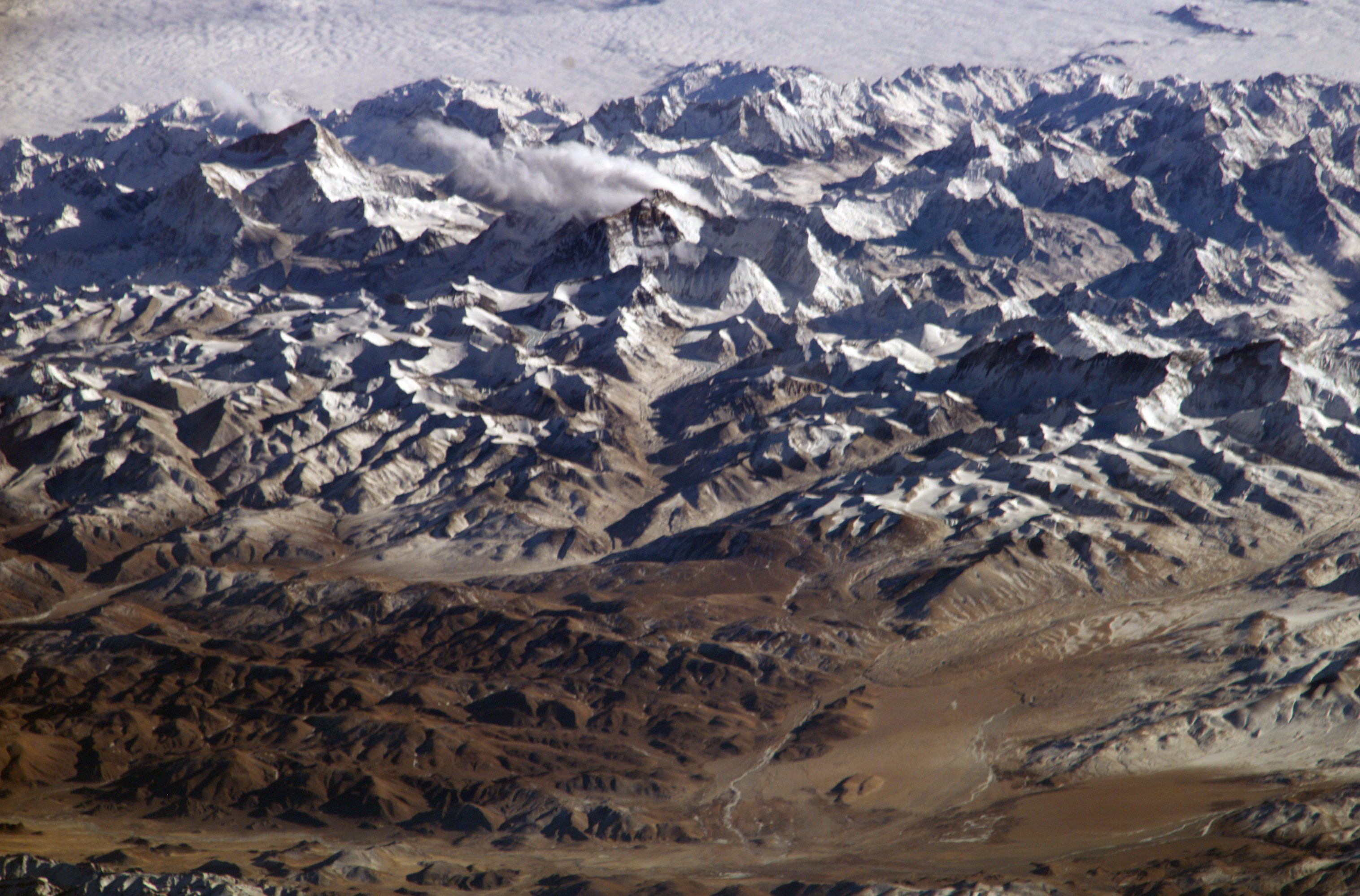
جبال الهيمالايا، صورة ملتقطة من الفضاء لأعلى سلسلة جبلية في العالم.

السلسلة الجبلية أو حزام الجبال هي منطقة جغرافية تتضمن عددًا كبيرًا من الجبال المرتبطة ببعضها جيولوجيًا. ويستعمل نظام الجبال أو السلاسل الجبلية في بعض الأحيان للربط بين العديد من الظواهر الجيولوجية المرتبطة جغرافيًا (إقليميًا).
وعادةً ما تفصل المرتفعات أو الممرات الجبلية والأودية السلاسل الجبلية. كما أن الجبال المنفردة داخل نطاق السلاسل الجبلية نفسها ليست لديها بالضرورة نفس البنيوية الجيولوجية أو نوعية الصخور. ويمكن أن يوجد تنوع من مختلف الاصطلاحات المرتبطة بتكون الجبال والتضاريس الأرضية، مثل ألواح الدسر والكتل المرتفعة والجبال الإلتوائية والتكوينات الأرضية البركانية التي تظهر على شكل مجموعة متنوعة من أنواع الصخور.

## السلاسل الجبلية الكبرى
ترتبط غالبية السلاسل الجبلية الحديثة جيولوجيًا والموجودة على سطح الأرض إما بحزام النار حول المحيط الهادئ أو حزام جبال الألب. وتشتمل السلسلة النارية حول المحيط الهادئ على سلسلة جبال الأنديز الواقعة في أمريكا الجنوبية، والتي تمتد عبر كوردييرا أمريكا الشمالية على طول ساحل المحيط الهادئ، وسلسلة جبال ألوتيان التي تمتد عبر شبه جزيرة كامتشاتكا واليابان وتايوان والفلبين وبابوا غينيا الجديدة ونيوزيلندا. ويبلغ طول جبال الأنديز 7,000 كيلومتر (4,350 ميل)، وتعتبر في كثير من الأحيان أطول سلسلة جبلية في العالم.
ويتضمن حزام جبال الألب إندونيسيا وجنوب شرق آسيا مرورًا بسلسلة جبال الهمالايا وينتهي عند سلسلة جبال الألب. ويتضمن الحزام أيضًا سلاسل جبلية أوروبية وأسيوية أخرى. وتتضمن الهيمالايا أعلى قمم جبلية في العالم، بما في ذلك قمة جبل إفرست، حيث تبلغ 8,848 متر (29,029 قدم) من الإرتفاع.

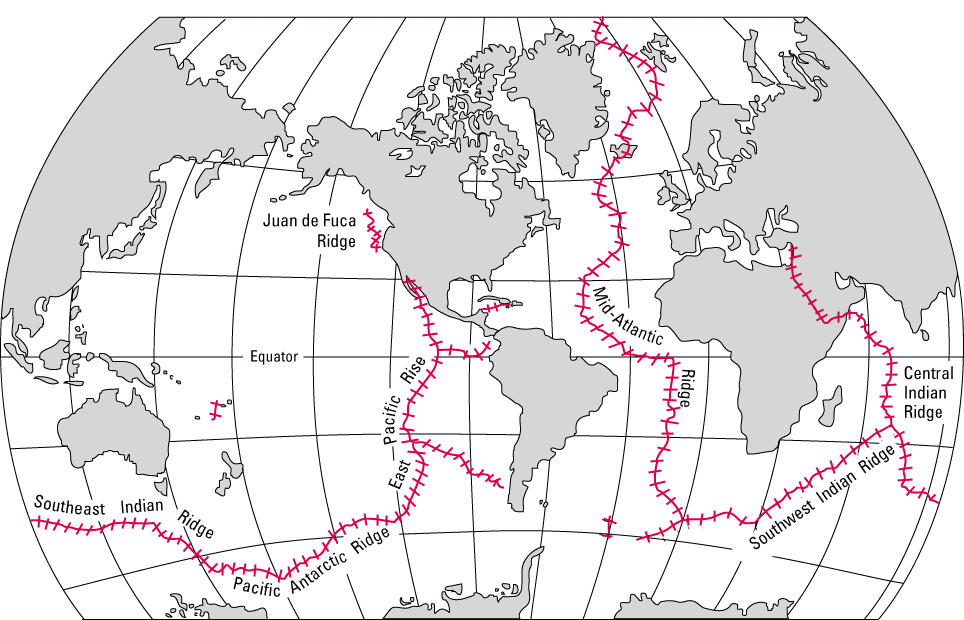
أعراف المحيط، أطول سلسلة جبلية في العالم (الصين)

وأما السلاسل الجبلية الواقعة خارج نطاق هاتين المجموعتين فتتضمن كوردييرا المنطقة القطبية الشمالية، وهي المجموعة الجبلية الواقعة في أقصى شمال العالم. وإذا ما اتسع تعريف السلاسل الجبلية ليشمل الجبال الواقعة تحت الماء، فإن أعراف المحيط ستشكّل حينئذٍ أطول سلسلة جبلية متصلة على وجه الأرض، وذلك بطول يبلغ 65,000 كيلومتر (40,400 ميل).

## الأقسام والتصنيفات
تتميز الأنظمة الجبلية للأرض بأن لديها هيكلا شجريًا، حيث تتضمن العديد من السلاسل الجبلية سلاسل جبلية فرعية داخلها. ويمكن اعتبارها تخضع لفكرة لعلاقة بين الأصل والفرع. فعلى سبيل المثال، تعتبر سلسلة جبال الأبلاش أصلاً للسلاسل الجبلية الأخرى التي تكوّنها، والتي من بينها جبال وايت وسلسلة جبال بلو ريد. وتعتبر جبال وايت فرعًا لجبال الألبلاش، كما أنه يوجد فروع لجبال وايت، تتضمن سلسلة جبال ساندويتش وسلسلة جبال بريزيدينشيال. وعلاوة على، ذلك يمكن تقسيم سلسلة جبال بريزيدينشيال إلى سلسلة الجبال الشمالية وسلسلة الجبال الجنوبية.

## المناخ

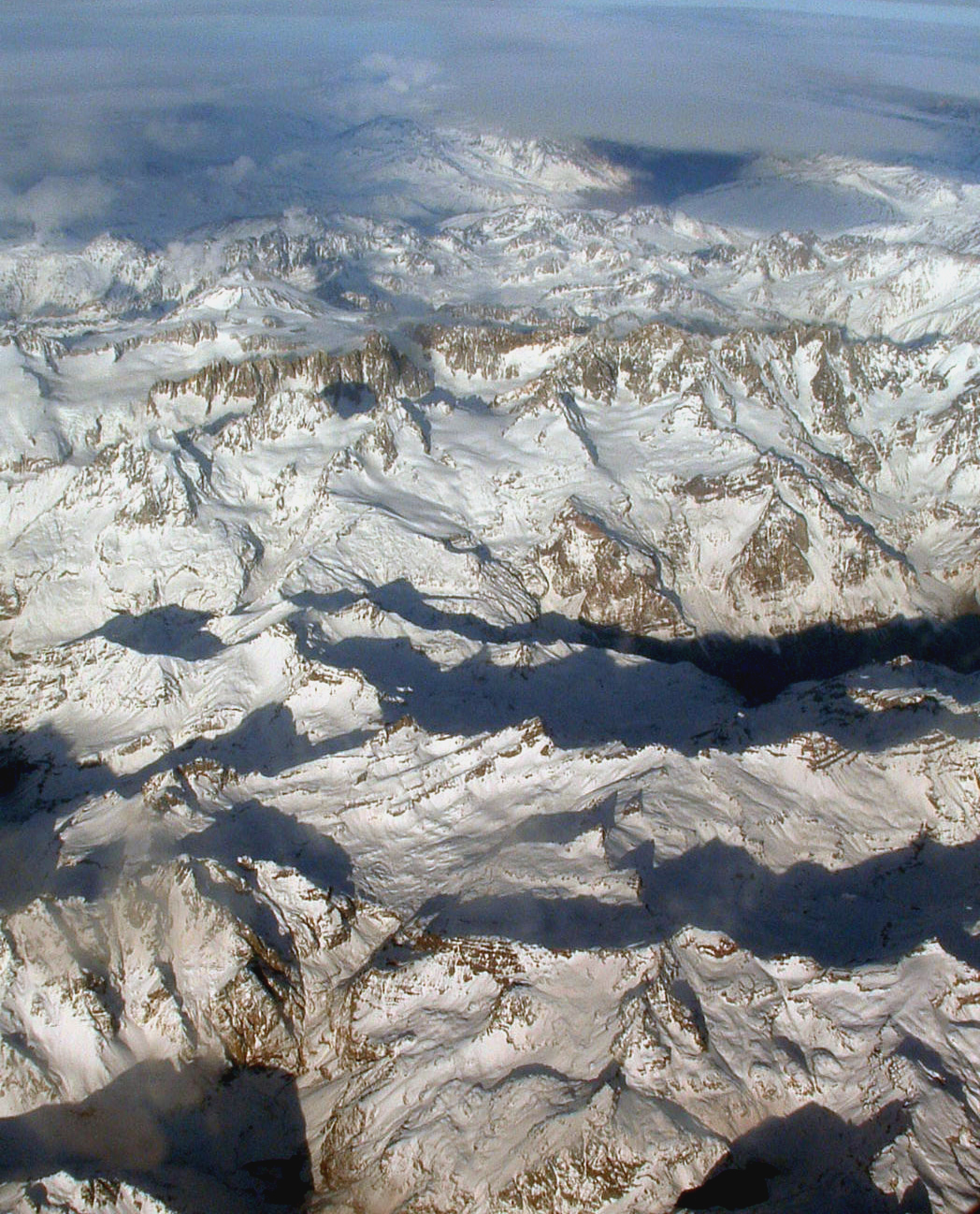
جبل الأنديز، صورة ملتقطة من الجو لأطول سلسلة جبلية في العالم على وجه القارة.

يؤثر وضع الجبال على حالة المناخ، مثل التأثير في هبوط الأمطار أو الثلوج. فعندما تتحرك كتل الهواء فوق وأعلى الجبال، فإن الهواء يصبح باردًا مما يؤدي لحدوث هطول جبلي (المطر أو الثلوج). وعند نزول الهواء على الجانب المواجه للريح، يصبح دافئًا مجددًا (طبقًا لمعدل التناقض المكظوم)، ويصبح أكثر جفافًا، حيث يُنزع منه الكثير من رطوبته. وغالبًا ما يؤثر ظل المطر على الجانب المواجه للريح من السلسلة الجبلية.

## التعرية
تتعرض السلاسل الجبلية بصورة مستمرة لتأثير عوامل التعرية، والتي تعمل على تفكيكها. فتعمل عوامل التعرية في الوقت الذي ترتفع فيه الجبال، وبعد فترة طويلة تنخفض الجبال لتصبح تلالًا ومسطحات منخفضة. وتعتبر الطوبوغرافيا القاسية للسلاسل الجبلية نتاجًا لتأثير التعرية. فالأحواض المتاخِمة للسلسلة الجبلية المتعرضة للتعرية تملؤها الرواسب، التي تُدفن ثم تتحول إلى صخور رواسبية.
ويعتبر الارتفاع الجيولوجي الذي حدث في العصر الحديث لجبال روكي في كولورادو مثالًا على هذا. فأثناء حدوث الارتفاع، أزالت التعرية الواقعة في منتصف السلسلة الجبلية نحو 10,000 قدم (3,000 م) من الطبقة الأرضية الرواسبية في الحقبة الوسطى، وانتشرت على هيئة رمال وصلصال عبر السهول الكبرى إلى ناحية الشرق. وقد تمت إزالة هذه الكميات من الصخور أثناء خضوع السلسلة الجبلية للارتفاع بشكل نشط. وقد أدت إزالة هذه الكمية من قلب السلسلة الجبلية على الأرجح إلى حدوث ارتفاع لاحق، حيث خضعت المنطقة لضبط توازن القشرة الأرضية كرد فعل للوزن الذي تمت إزالته.